# 世界港
三号航站楼（英語：Terminal 3），别号世界港（英語：Worldport），是泛美航空于1960年在美国纽约皇后区的约翰·肯尼迪国际机场建造的航站楼。1960年5月24日投运，2013年5月24日关闭，建筑于2014年拆除完毕。

## 历史

### 早期用途

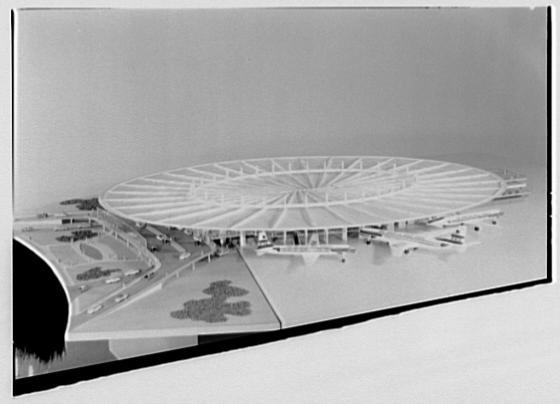
世界港独特的“飞碟”屋顶设计

该航站楼最初名为“泛美航站楼”或泛美“联合航站楼”。它由艾夫斯、Turano＆Gardner联合设计公司和 Tippets-Abbett-McCarthy-Stratton的瓦尔特·普罗科施设计，作为国际喷气式飞机旅行的停靠处，面积达4英畝（1.6公頃）的飞碟形屋顶由32组预应力水平钢柱和电缆支撑。航站楼的设计允许飞机停在悬垂的屋顶下；营销手册将其宣传为专为旅客设计的喷气机世代航站楼。当乘客通过登机梯或露天廊桥登机时，悬垂物为他们提供了庇护。美国建筑师学会旗下的《纽约指南》称航站楼是“真正的建筑尝试，以解决与飞机全天候连接的问题”，但嘲笑整体概念“因过多分散注意力的细节而妥协”。
该建筑的外立面最初以雕塑家米尔顿·赫巴尔德制作的黄道带雕塑为特色，但后来港务局拆除了它。航站楼设有的全景瞭望台、餐厅可欣赏整座航站楼的景色，以及呈现泛美历史的快船厅博物馆。
1971年，航站楼进行扩建以满足波音747的停泊需求，并更名为“泛美世界港”。在当时，世界港是世界上最大的由单一航空公司使用的航站楼，并维持数年。
1991年泛美宣布破产时，世界港的所有权易手。达美航空收购了泛美航空的许多资产（包括世界港），并将世界港改名“三号航站楼”，并在这座航站楼运营大部分从纽约肯尼迪飞往欧洲、亚洲、非洲和南美的长途航班。
2006年3月，达美首席运营官吉姆·怀特赫斯特宣布，达美将在当年年底前斥资一千万美元翻新T2和T3，包括其公共空间、BusinessElite休息室和皇冠客房俱乐部。在2007年7月的达美航空的《空中杂志》上，达美高级副总裁乔安妮·史密斯在一篇关于这座“历史悠久的机场”的新地板、照明和标牌的文章对这座航站楼“独特的”碟形屋顶进行了评论。

### 拆除
据《纽约时报》2010年8月4日报道，因T4B新建的九个登机口投入运营，达美航空计划将原先在三号航站楼进出港的航班转场至四号航站楼。达美航空的国内航班仍然在二号航站楼营运。随后将拆除三号航站楼，以便在T2和T4间新建登机口。T4的扩建工程于2010年11月开始建设，2013年5月完成。

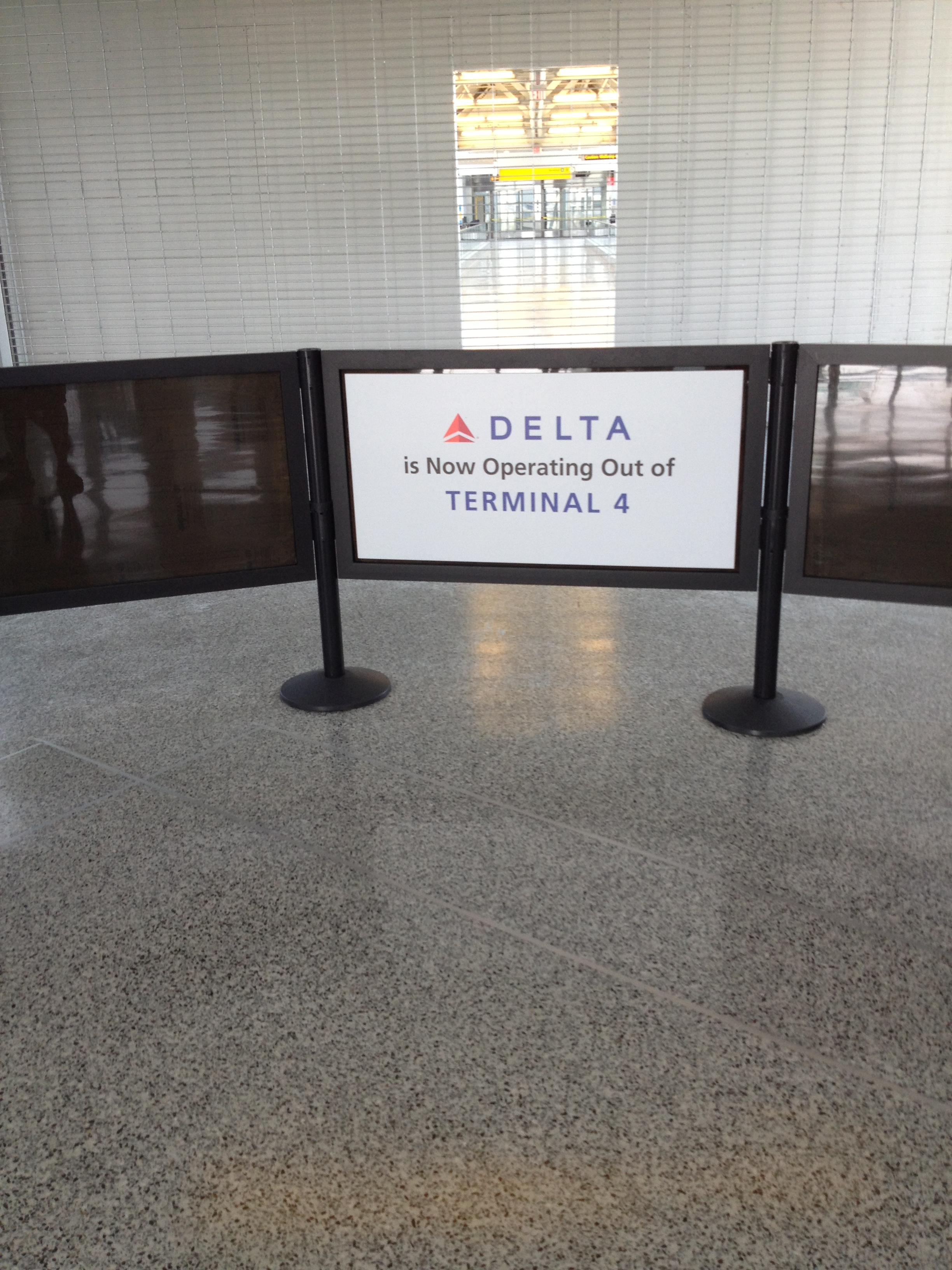
通往世界港的通道在拆除前封闭

2013年5月23日，由波音747-400执飞，飞往以色列特拉维夫本-古里安国际机场的达美航空268号航班于当地时间下午十一点二十五分推出六号登机口，次日，三号航站楼在历经五十三年后，正式关闭。
保护团体呼吁保存这座建筑，并呼吁纽约州历史保护办公室将世界港列入國家史蹟名錄候选名单。2013年6月19日，世界港被列入国家历史保护信托基金会的2013年美国十一大最濒危地点名单，但到2013年6月25日，尽管他们依旧抗议对建筑物主体的拆除工作，但通往航站楼的高架道路的拆除工作已经展开。纽约州历史保护办公室于2001年撤销了该建筑的国家史迹名录资格，且在2013年5月维持原判，官方声称该建筑由于过度改造而丧失了历史完整性。
保护航站楼的抗议行动徒劳无功，飞碟屋顶的于2013年11月22日被完全拆除。其余部分于2014年夏季被完全清拆。国家历史保护信任机构将世界港列为2013年消亡的十大历史遗址之一。
事后，各国媒体对拆除世界港的行动表示强烈抗议。一些要求重建“飞碟”的网络请愿书受到欢迎。

## 流行文化
世界港出现在多部电影和出版物中。
- 在1973年詹姆斯邦德电影《鐵金剛勇破黑魔黨》中有短暂出现泛美航空的波音747和世界港。
- 泛美航站楼出现在美国广播公司电视连续剧《泛美之旅》的大部分集数中，因为该剧的泛美角色都驻扎在那里。[來源請求]
- 1961年9月22日的《生活》杂志刊登了乌克兰摄影师德米特里·凯塞尔拍摄的肯尼迪机场（时称愛德懷德機場）的照片。其中包含了许多关于泛美航站楼的图片[11]。